# Malmö Simsällskap
Malmö Simsällskap är en simklubb som bildades 10 augusti 1869, vilket gör den till Malmös äldsta idrottsförening.. 
Från början var Malmö simsällskaps syfte att starta en simskola för unga flickor i det nybyggda kallbadhuset. Därför har kvinnor alltid haft stor betydelse i föreningen.  Sedan januari 1982 har simmare och hoppare från Limhamns simsällskap och Malmö Simsällskap tävlat ihop under det gemensamma namnet Malmö Kappsimningsklubb (MKK). Från 1993 har all tävlingsverksamhet bedrivits i Malmö KK, medan övrig verksamhet ägt rum i Malmö simsällskap och Limhamns Simsällskap.
Klubbens första svenska mästare var simhopparen Alvin Carlsson 1911. 1914 vann Emmy Machnov SM på 100 m frisim med nytt svenskt rekord. Bland senare medlemmar finns Gunnar Larsson.
Under 1960-70 talet var Birger Buhre tränare i MSS.